# Albínia (gente)
A gente Albinia foi uma família plebeia em Roma durante os primeiros séculos da República. O primeiro membro desta gens a se destacar foi Lúcio Albínio Paterculus, um dos primeiros a ocupar o cargo de tribuno da plebe, logo após sua criação em 494 a.C.

## Origem
O nomen Albinia provavelmente tem origem no cognomen Albinus, uma forma alongada de Albus, que significa "branco" ou "esbranquiçado".

## Praenomina
Os Albinii são conhecidos por terem utilizado os praenomina Lúcio, Gaio e Márcio.

## Ramos e cognomina
O único cognomen associado aos Albinii é Paterculus, um diminutivo de pater, que pode ser traduzido como "pai pequeno", "tio" ou "papai".

## Membros
- Gaio Albínio, pai do tribuno de 494 a.C.[5]
- Lúcio Albínio C. f. Paterculus, tribuno da plebe em 494 a.C.
- Lúcio Albínio, ajudou a transportar os sacerdotes e as Vestal de Roma para Caere antes da saque gaulês de Roma em 390 a.C.
- Márcio Albínio, tribuno militar com poder consular em 379 a.C.[6]